# 칠보초등학교 (전북)
칠보초등학교는 대한민국 전북특별자치도 정읍시 칠보면 무성리에 있는 공립 초등학교다.

## 학교 연혁
- 1919. 09. 08 무성공립보통학교(4년제) 개교
- 1932. 03. 13 6년제 개편
- 1938. 04. 01 칠보공립심상소학교로 개칭
- 1941. 04. 01 칠보공립국민학교로 개칭
- 1945. 04. 01 13학급 편성
- 1945. 09. 24 초대 이병의 교장 부임
- 1950. 04. 01 칠보국민학교로 개칭(23학급 편성), 백암분교장 및 수곡분교장 설치인가(각 2학급)
- 1950. 07. 20 한국전쟁으로 휴교
- 1950. 11. 28 교사 전소
- 1951. 03. 01 10학급으로 재개
- 1955. 04. 25 백암분교장, 백암국민학교로 승격 분리
- 1981. 03. 01 병설유치원 개원
- 1984.03.01 특수학급 1학급 설치
- 1996.03.01 칠보초등학교로 개칭
- 2008.09.10 학교마을 도서관 개관
- 2009.09.08 영어체험센타 개관
- 2013.09.01 제 21대 변원섭 교장 부임
- 2015.02.13 제93회 졸업식(총 7,964명)
- 2015.03.01 7학급 편성(특수학급1), 유치원 1학급 편성
- 2017.02.10 제95회 졸업식(총 7,985명)
- 2017.03.01 7학급 편성(특수학급1), 유치원 1학급 편성
- 2017.09.01 제22대 최미애 교장 부임